# George Mosson

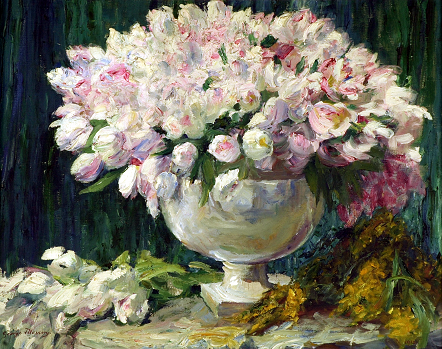
Tulipanes en un jarrón, 1912

George Mosson (Aix-en-Provence, 2 de febrero de 1851 – Berlín, 3 de septiembre de 1933) fue un pintor y dibujante franco-alemán y miembro fundador de la Secesión de Berlín. Es más conocido como pintor de bodegones florales, así como de paisajes y retratos.

## Vida y obra

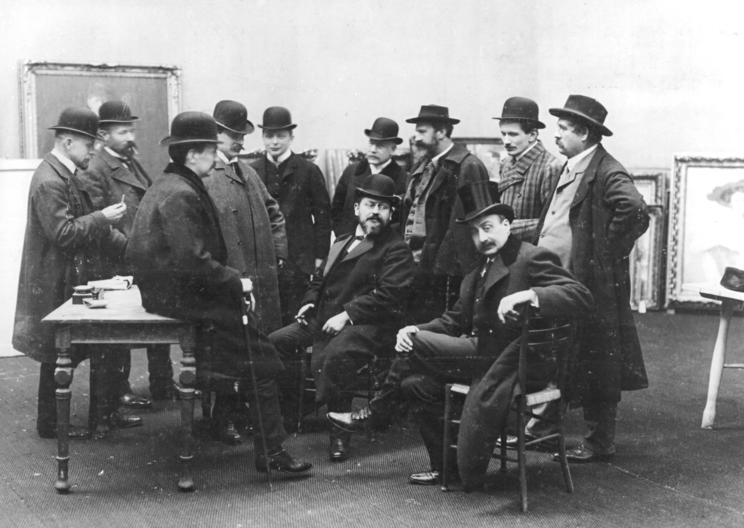
Jurado de la exposición Berlin Secession, 1908, con George Mosson (sexto desde la izquierda, de pie). También desde la izquierda: Fritz Klimsch, August Gaul, Walter Leistikow, Hans Baluschek, Paul Cassirer, Max Slevogt (sentado), Max Kruse (de pie), Max Liebermann (sentado), Emil Rudolf Weiss (de pie), Lovis Corinth (de pie).

Nació en 1851 en Aix-en-Provence, en el sur de Francia. A la edad de 14 años llegó a Berlín en 1865 y completó su educación allí. Su formación artística comenzó con sus estudios en la Academia de Berlín con Carl Steffeck y Hermann Freese, tras lo cual pasó a la escuela de arte de Weimar. A partir de 1884 expone en Berlín.
En 1892,  fue cofundador del «Grupo de los XI» y en 1898 miembro fundador de la Secesión de Berlín, que se había formado para protestar contra el arte de la academia alemana. Después de la escisión de la Secesión en 1913, se unió a la Secesión Libre junto con Max Liebermann, Max Slevogt y otros, y también fue miembro de la Asociación de Artistas Alemanes. Murió en Berlín en septiembre de 1933.

## Galería

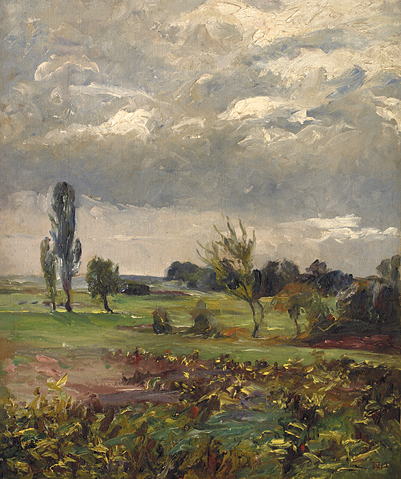
Paisaje de Brandeburgo, 1915
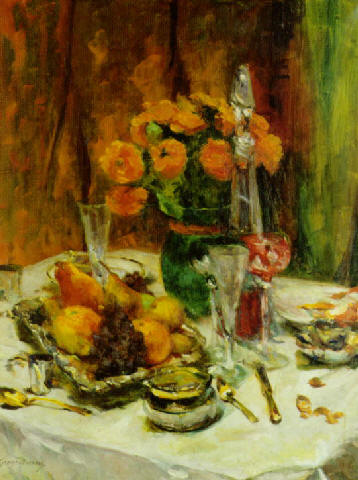
Interior con mesa puesta con copas de champán, frutas y ásteres de verano, 1919
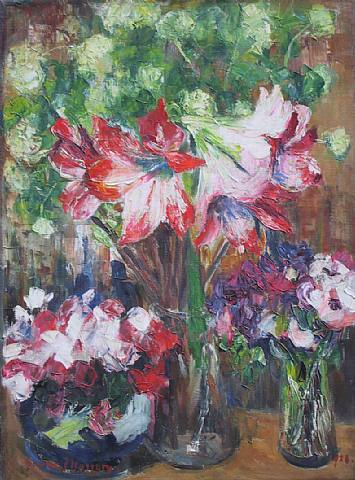
Bodegón de flores con amarilis, 1928
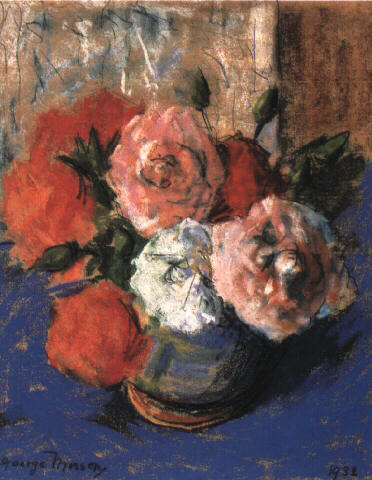
Jarrón de rosas, 1932